# Rio Tua
O rio Tua é um rio de Portugal, afluente da margem direita do rio Douro, no território da Terra Quente do Nordeste Transmontano.
Com um percurso em nome próprio com cerca de 40 km, faz parte da bacia hidrográfica do rio Douro.

## Curso

### Fonte
41° 30' 23.38" N 7° 11' 55.04" O
O rio Tua resulta da junção de dois outros rios: o rio Tuela e o rio Rabaçal, uma junção que ocorre a 4 quilómetros a norte da cidade de Mirandela.
O Rio Tuela e o Rio Rabaçal nascem em Espanha, sendo que o Tuela nasce em Castela e Leão e o Rabaçal na Galiza, entrando ambos em Portugal através do concelho de Vinhais. Os dois rios têm uma extensão semelhante, e ambos contam com dois afluentes que correm paralelos a eles, também estes com distâncias semelhantes: o rio Mente no rio Rabaçal, e o rio Baceiro no rio Tuela.
As fozes destes rios afluentes, Mente e Baceiro, localizam-se também no concelho de Vinhais. O rio Mente faz inclusivamente num breve trecho do seu curso a fronteira entre Portugal e Espanha, na zona portuguesa de Vinhais denominada de Terras de Lomba. O Baceiro, por seu lado, delimita também numa distância reduzida os concelhos de Vinhais e de Bragança, numa zona que envolve uma das maiores manchas de carvalho da Península Ibérica.
Os rios Tuela e Rabaçal seguem os seus cursos paralelos um ao outro, seguindo o Tuela de Vinhais para o concelho de Mirandela e o Rabaçal de Vinhais para os concelhos de Valpaços e de Mirandela.

### Curso
O rio percorre cerca de 40 km até encontrar o rio Douro.
Originário de Mirandela, traça a Sul todas as fronteiras deste concelho com os de Vila Flor e de Carrazeda de Ansiães. Passa então a definir a separação entre os distrito de Bragança e de Vila Real, delineando a linha divisória de Carrazeda de Ansiães com os concelhos de Murça, primeiro, e  finalmente de Alijó.
De entre os afluentes do rio Tua, salienta-se a ribeira de Carvalhais que surge na margem esquerda e cujas origens podem ser encontradas na vertente meridional da Serra da Nogueira. 
Muitas vezes definindo fronteiras, no seu caminho o rio Tua visita 2 distritos e 5 concelhos, Mirandela, Vila Flor, Carrazeda de Ansiães, no distrito de Bragança, e Murça e Alijó, no de Vila Real.
A margem esquerda do rio Tua mantém-se sempre em contacto com o distrito de Bragança. Já a margem direita, quando deixa Mirandela para visitar a única freguesia de Murça que conhece, Candedo, passa a definir a fronteira com o distrito de Vila Real até chegar ao rio Douro, num ponto onde, na outra margem duriense surge Soutelo do Douro, já concelho de São João da Pesqueira, distrito de Viseu.
Num roteiro que pode ser considerado de Norte para Sul, o rio Tua toca em 21 freguesias mas só atravessa abusivamente uma, a de Mirandela, que começa por separar de Suçães. O curso de água vai então desenhando os limites de Marmelos (margem direita), São Salvador e Frechas (esq.), Valverde (dir.), Vilarinho das Azenhas (esq.), Barcel (dir.), Vila Boas (esq.), Freixiel (dir.), Navalho e Abreiro (dir.), Pereiros (esq.), Candedo (dir.), Pinhal do Norte (esq.), Carlão (dir.), Pombal (esq.), Amieiro e São Mamede de Ribatua (dir.), Castanheiro (esq.) e Castedo (dir.).

### Foz
41° 12' 44" N 7° 25' 50" O
O rio Tua é afluente da margem direita do rio Douro, no qual desagua junto da localidade de Foz Tua, situada na freguesia de Castanheiro, no município de Carrazeda de Ansiães, no distrito de Bragança, marcando a fronteira com Castedo, no concelho de Alijó, distrito de Vila Real, a Oeste.

## Poluição
O Tua tem sido um rio mal tratado em termos de poluição. Um exemplo pode ser encontrado no Cachão, aldeia situada a 13 km a sul de Mirandela, onde ainda hoje o rio recebe, sem qualquer tratamento, o que sai pelos esgotos das empresas que se instalaram no antigo Complexo Agro-Industrial do Cachão, sendo a excepção o Matadouro industrial, que tem uma ETAR em funcionamento.
Apesar de estar prevista desde 2007, a ETAR do Cachão ainda não tinha sido inaugurada em 2010.

## Linha do Tua

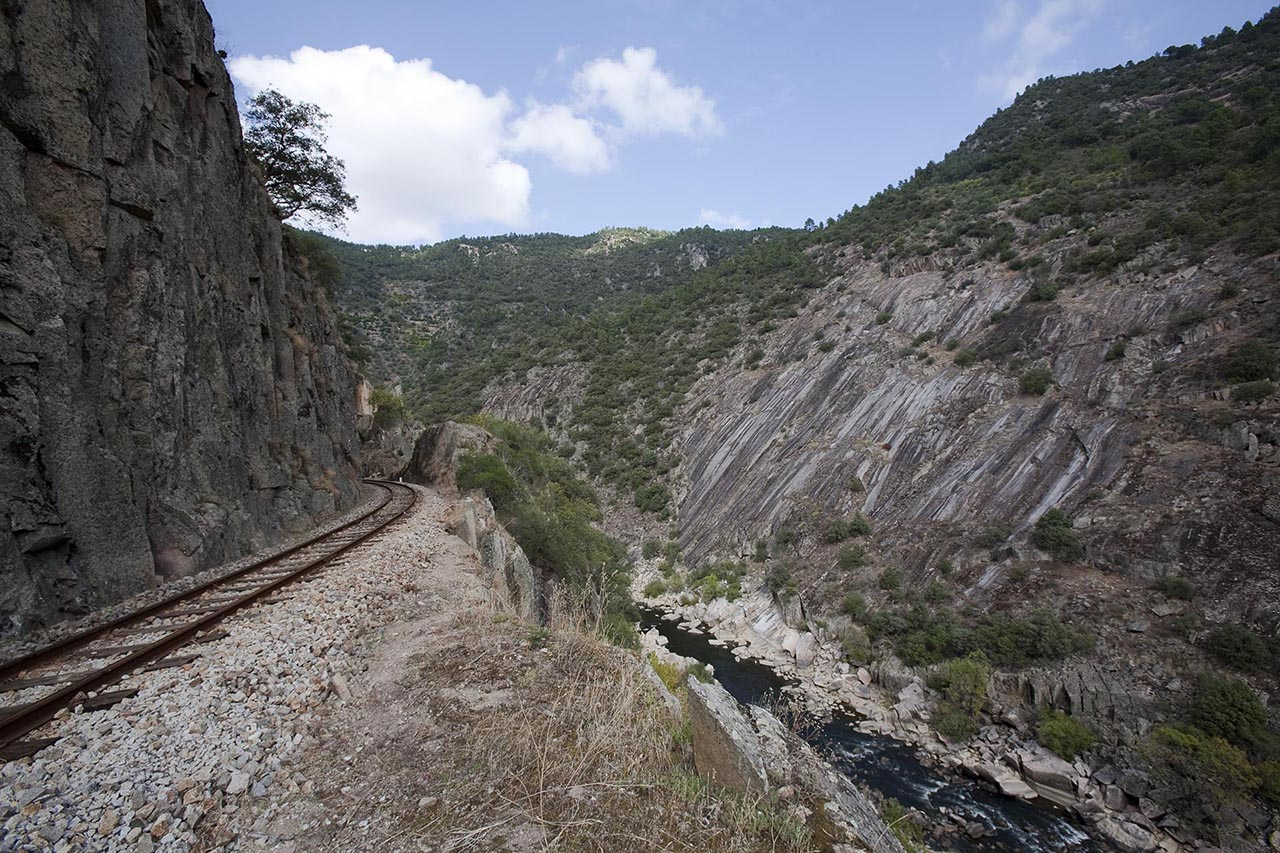
A linha do Tua acompanha a garganta do rio Tua no tramo entre Mirandela e Foz Tua.

Até 2008 o rio podia ser contemplado numa viagem de comboio na Linha do Tua, entre Mirandela e a Estação Ferroviária do Tua, na freguesia de Castanheiro. A linha era operada pelo Metro de Mirandela tendo sido encerrada devido a razões económicas e aos recorrentes acidentes. Actualmente parte do antigo traçado da linha encontra-se submersa pela albufeira da Barragem do Tua.